# Margalef (kommun)
Margalef är en kommun i Spanien.   Den ligger i provinsen Província de Tarragona och regionen Katalonien, i den östra delen av landet, 400 km öster om huvudstaden Madrid. Antalet invånare är 110. Arean är 35 kvadratkilometer. Margalef gränsar till Juncosa, Ulldemolins, La Morera de Montsant, Cabacés, La Bisbal de Montsant, Flix och Bellaguarda. 
Terrängen i Margalef är kuperad åt sydost, men åt nordväst är den platt.